# 田布施町
田布施町（日语：／ Tabuse chō */?）是位於山口縣東南部室津半島根部的城鎮，轄區還包含位於瀨戶內海上的馬島，在內陸方向另有一塊飛地位於柳井市與岩國市之間。
日本至今先後有兩位內閣總理大臣岸信介、佐藤榮作都是出身于此。

## 歷史

### 年表
- 1889年4月1日：實施町村制，現在的轄區在當時分屬：熊毛郡田布施村、城南村、麻鄉村、麻里布村。
- 1921年2月11日：田布施村改制為田布施町。
- 1955年1月1日：田布施町、城南村、麻鄉村、麻里布村合併為新設置的田布施町。[2]

### 變遷表
| 1889年4月1日 | 1889年 - 1926年              | 1926年 - 1954年              | 1955年 - 1989年             | 1989年 - 現在               | 現在                        |
| ------------ | ---------------------------- | ---------------------------- | --------------------------- | --------------------------- | --------------------------- |
| 田布施村     | 1921年2月11日 改制為田布施町 | 1921年2月11日 改制為田布施町 | 1955年1月1日 合併為田布施町 | 1955年1月1日 合併為田布施町 | 1955年1月1日 合併為田布施町 |
| 城南村       |                              |                              | 1955年1月1日 合併為田布施町 | 1955年1月1日 合併為田布施町 | 1955年1月1日 合併為田布施町 |
| 麻鄉村       |                              |                              | 1955年1月1日 合併為田布施町 | 1955年1月1日 合併為田布施町 | 1955年1月1日 合併為田布施町 |
| 麻裡布村     |                              |                              | 1955年1月1日 合併為田布施町 | 1955年1月1日 合併為田布施町 | 1955年1月1日 合併為田布施町 |

## 行政
現任町長：長信正治

### 歴代町長
1. 吹田愰（卸任後，先後擔任縣議會議長、眾議院議員、自治大臣）
2. 弘中辰夫
3. 中村勇
4. 龜井享二
5. 寺田幹生

## 交通

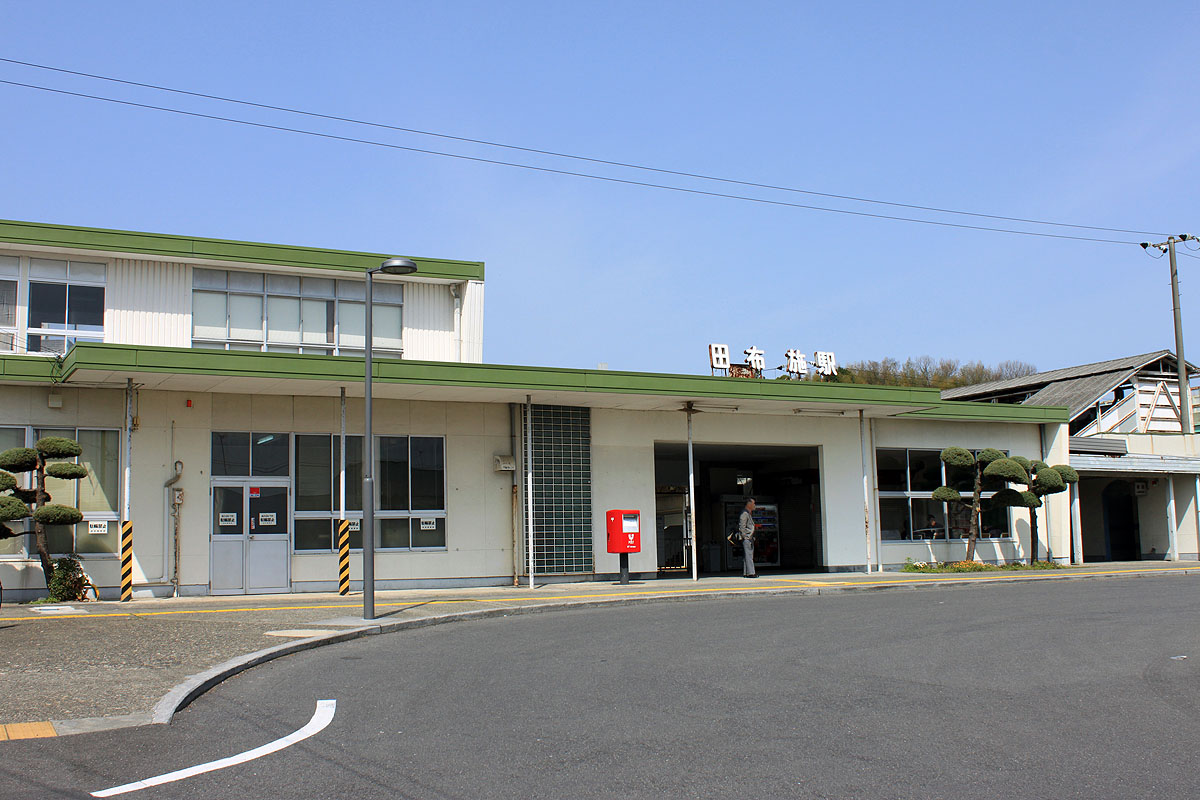
田布施站

### 鐵路
- 西日本旅客鐵道
  - 山陽本線：田布施車站

## 教育

### 高等學校
- 山口縣立田布施農工高等學校
- 山口縣立田布施農業高等學校
- 山口縣立田布施工業高等學校

## 本地出身之名人
- 岸信介：前內閣總理大臣
- 岸信夫：參議院議員，安倍晋三之弟
- 佐藤榮作：前內閣總理大臣、岸信介之弟，日本首位諾貝爾和平獎得主（1974年）
- 佐藤信二：前眾議院議員、曾任通商産業大臣、運輸大臣，為佐藤榮作之次男
- 佐藤信寛：前島根縣縣令
- 井原健太郎：柳井市長
- 飯田宏行：前職業棒球選手
- 大津正：佐藤榮作的總理大臣政務秘書官
- 河本育之：職業棒球選手
- 北村サヨ：天照皇大神宮教創辦人
- 高下彩：藝人
- 末岡精一：法學者
- 玉木襄：前新自由倶楽部山口縣聯合代表、前進歩党幹事長
- 原田大二郎：俳優
- 吹田愰：前眾議院議員、曾擔任自治大臣、國家公安委員長
- 松村邦洋：搞笑藝人

## 外部連結
- （日語） 田布施町商工會